# Fåvang
Fåvang és una ciutat petita al municipi de Ringebu al comtat d'Innlandet, Noruega, amb una població de 670 habitants. A uns tres kilòmetres del centre de Fåvang hi ha Kvitfjell, la pista d'esquí utilitzada al Jocs Olímpics d'Hivern de 1994 a Lillehammer.